# Lobsang Gjaco
Ngałang Lobsang Gjaco V Dalajlama (tyb. ངག་དབང་བློ་བཟང་རྒྱ་མཚོ་, Wylie Nag-dban-blo-bzan-rgya-mts’o, ZWPY Losang Gyaco, zwany również Wielkim Piątym Wylie INa-pa-c’en-po; ur. 21 października 1617 w Lhoka Czingwar Takce, w pobliżu Lhasy, zm. 2 kwietnia 1682) – przedstawiciel szkoły gelug buddyzmu tybetańskiego, kolejny w linii reinkarnujących się dalajlamów. Od 1642 faktyczny zwierzchnik Tybetu, budowniczy pałacu Potala.
Uważany za emanację Awalokiteśwary (tyb. Czenreziga), bodhisattwy współczucia.

## Dzieciństwo
Lobsang Gjaco urodził się 23. dnia 9. miesiąca tybetańskiego roku Ognia-Węża na zamku Takce, w pobliżu Lhasy. Jego rodzicami byli należący do arystokratycznego rodu Zahor Dudul Rabten i Kunga Lhanzi.
Kiedy Lobsang miał zaledwie 3 lata jego ojca oskarżono o spiskowanie przeciwko lokalnemu władcy, królowi Cang i aresztowano. Dudul Rabten zmarł w więzieniu w 1626 roku nie spotkawszy więcej syna. Zmuszony przez prześladowców ojca do ucieczki, przyszły dalajlama wczesne dzieciństwo spędził w rodzinnym zamku swojej matki.

## Rozpoznanie
Rytuał potwierdzający inkarnację – czyli rozpoznanie – przeprowadzono w tajemnicy, ponieważ niechętny gelugpom (szkole z której wywodzą się dalajlamowie) król Cang zakazał poszukiwań następcy niezwykle niewygodnego bo spokrewnionego z chanem mongolskim Ałtanem IV Dalajlamy. Dopiero groźba rozruchów wywołanych przez rosnącą liczbę mongolskich pielgrzymów oraz intensywne zabiegi głównych lamów tradycji doprowadziły do publicznego ogłoszenia wyników.
Początkowo o dziecko zabiegali również przedstawiciele konkurencyjnych linii karma kagju i dzionang, ale ich rywalizacja przybrała tak zaciekły obrót, że władca Cang rozstrzygnął spór na korzyść gelugpy.
Sam proces weryfikacji przebiegł dla kandydata niepomyślnie. Lobsang Gjaco pisał później, że dostojnik odpowiedzialny za poszukiwania i jego późniejszy nauczyciel Cawa Kaczu, pomimo faktu, iż chłopiec nie był w stanie poprawnie rozpoznać należących do poprzednika przedmiotów (jeden ze sposobów weryfikacji), miał tak wielkie zaufanie do jego osoby, że zwyczajnie ten fakt zataił. Współcześnie przypuszcza się, że decyzję o następcy podjęto znacznie wcześniej, a testy miały być tylko ukoronowaniem intensywnych zabiegów politycznych.
Po upublicznieniu rozpoznania, w Lhasie po raz kolejny wybuchły niepokoje. Wywołali je mongolscy pielgrzymi, domagający się praw do opieki nad następcą IV Dalajlamy. Młody kandydat musiał uchodzić z miasta i dopiero rok później, po zażegnaniu nowego zagrożenia, został intronizowany w klasztorze Ganden.

## Patron i jego kapłan
Rok 1620 zapoczątkowywał okres intensywnych zmian na polityczno-militarnej mapie Tybetu. Rejon jeziora Kuku-nor (tybetański rejon Amdo, dzisiejszy Qinghai) najechało plemię Choszutów z grupy Orjatów, czyli Mongołów Zachodnich. Osłabiało to tym samym Mongołów Wschodnich (spośród których wywodził się poprzednik Lobsanga Gjaco IV Dalajlama) zapewniających gelugpom ochronę w skonfliktowanym Tybecie.
W 1637 przywódca Choszutów Gusri-chan samemu będąc buddystą odbył pielgrzymkę do Lhasy, gdzie spotkał się z młodym dalajlamą. Zgodnie z tradycją spotkanie zrobiło na nim tak duże wrażenie, że zaoferował gelugpom swój patronat i opiekę. W zamian nadano mu tytuł „Strażnika Nauk i Króla Dharmy” (Tenzin Czökji Gjelpo).
Mongolscy przybysze, nie zadowoliwszy się wyparciem współziomków, w sposób bardzo zdecydowany przystąpili do podboju całej wyżyny. W 1641 rozprawili się z królem Beri (region Kham), a rok później w krwawej wojnie pokonali sprzymierzonego z nim Karma Tenkjonga władcę Cang. Ten drugi, zawzięty przeciwnik gelugpów, został wplątany w wojnę w wyniku zakulisowych działań późniejszego regenta Sonam Czopela, który miał przekonać Gusri-chana o rzekomym poparciu dla wojny ze strony samego dalajlamy.
W 1642 przywódca Choszutów ostatecznie pokonał, a następnie zabił, nowego króla Cangu, i przybrał tytuł króla Tybetu. Z kolei nowym desim (regentem), na którym spoczywał zarząd świecką administracją, został Sonam Czopel. Dalajlama przynajmniej formalnie sprawował pozycję nadrzędną zarówno w stosunku do Guszri-chana, jak i regenta, jako ich religijny zwierzchnik. Nowa struktura nawiązywała do znanej z przeszłości relacji „patron i jego kapłan” z tym, że w nowej sytuacji kapłanem był regent, patronem Guszri-chan, a głową państwa V Dalajlama. Kiedy Guszri-chan zmarł w roku 1655 dalajlama stał się również odpowiedzialny za wybór regenta i „cała rzeczywista władza w Tybecie, w tym także władza mianowanego regenta, przechodziła stopniowo w ręce V Dalajlamy”.

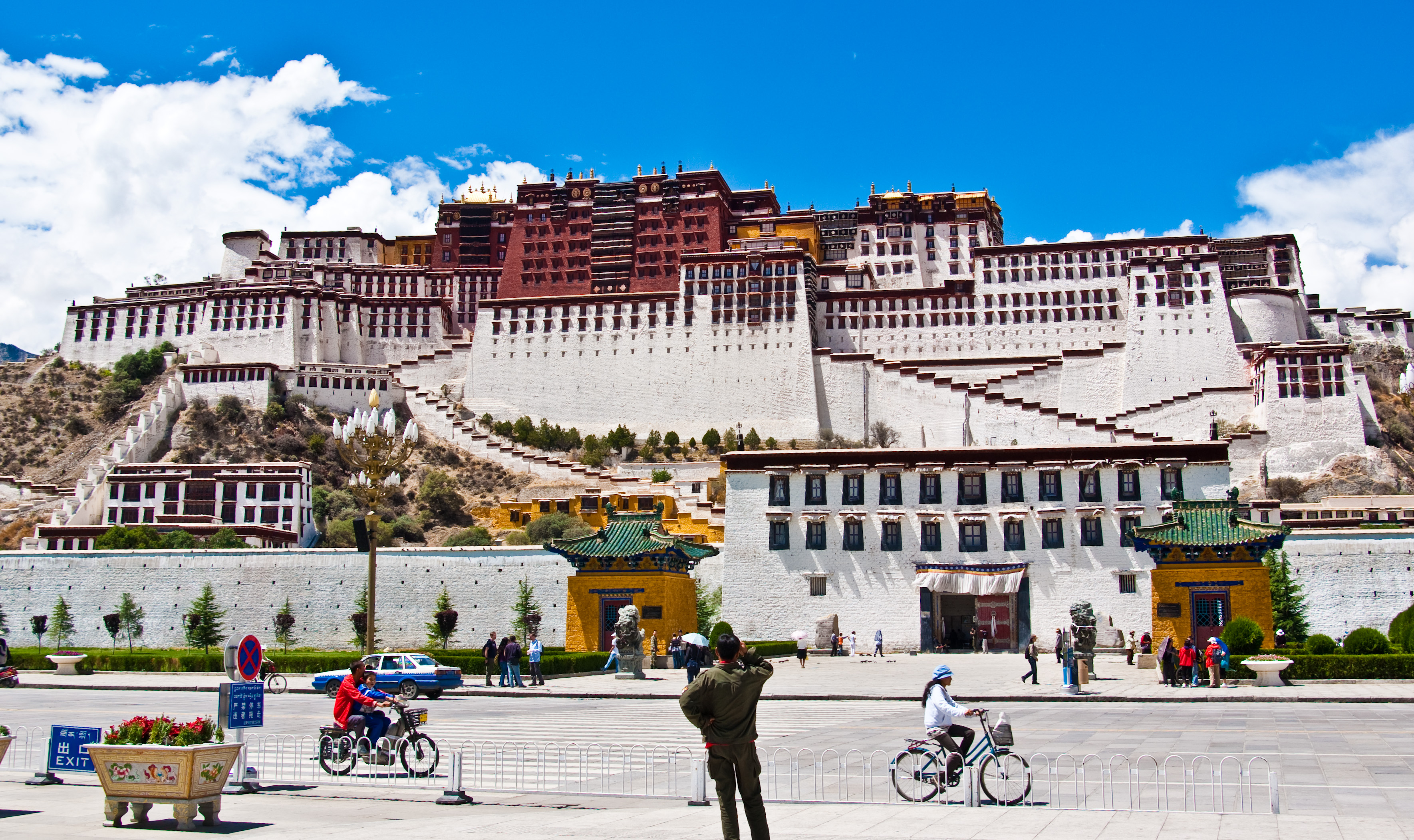
Pałac Potala. Widok współczesny

## Pałac Potala

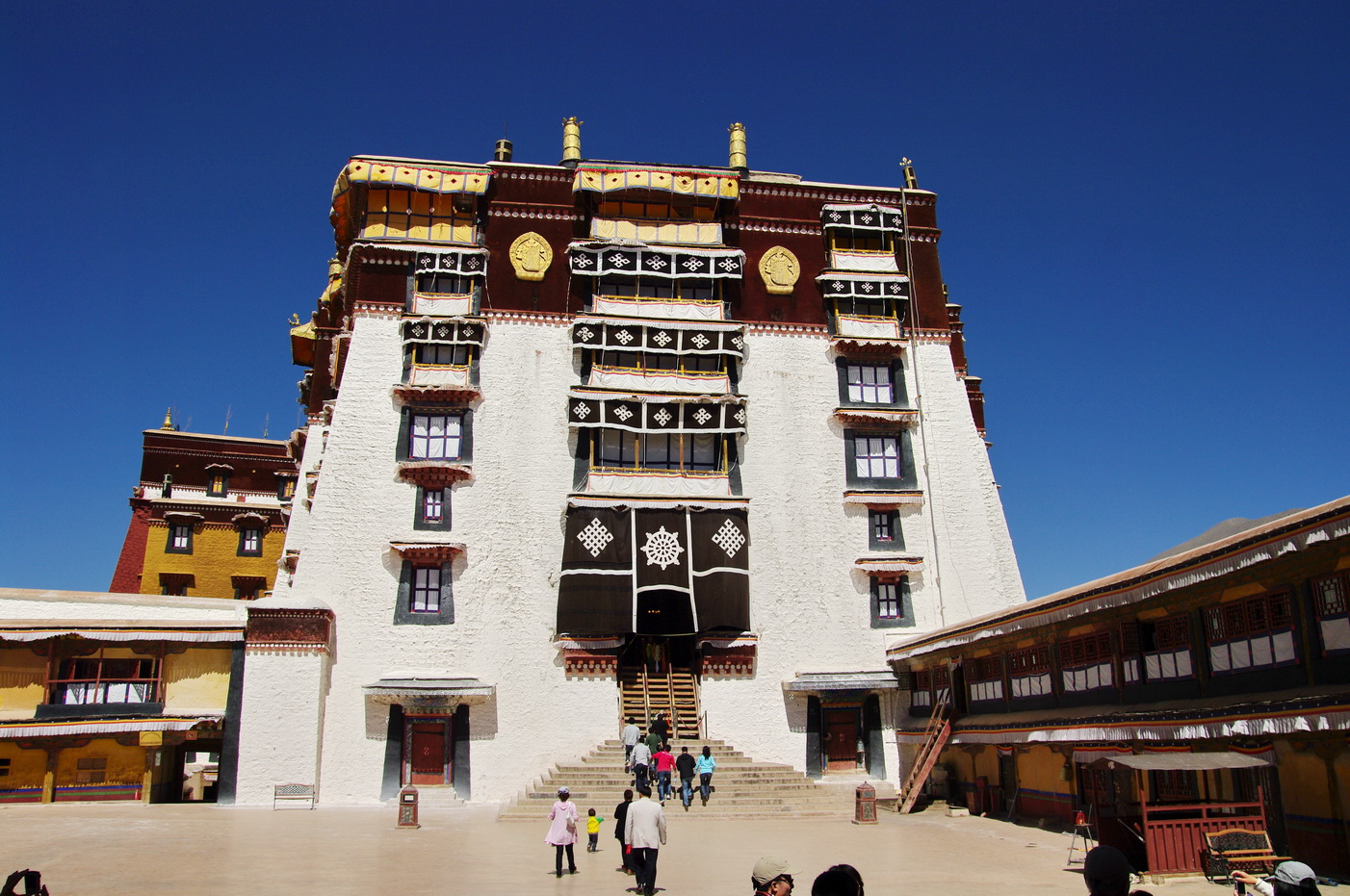
Najstarsze skrzydło tzw. „Biały Pałac”

Wraz z ukonstytuowaniem się nowej władzy przystąpiono do wzniesienia dalajlamie adekwatnej do nowej funkcji reprezentacyjnej i bezpiecznej siedziby. Tradycja twierdzi, że inicjatywa pochodziła od doradców, a sam dalajlama był temu początkowo przeciwny. Ponieważ jednak przeszłe wypadki pokazywały, że przywódcy polityczni nie mogą czuć się w Tybecie bezwzględnie bezpieczni, szybko uznano, że bez względu na osobiste preferencje, forteca jest niezbędna.
Na miejsce budowy wybrano znajdujące się nieopodal Lhasy, wysokie na ok. 300 m wzgórze Marpori („Czerwone Wzgórze”). Na jego zboczach znajdowały się ruiny twierdzy wzniesionej 1000 lat wcześniej przez pierwszego władcę państwa tybetańskiego, króla Songcen Gampo, dlatego miało ono w świadomości Tybetańczyków znaczenie niezwykle istotne.
Nazwa kompleksu nawiązywała do góry Potalaka mitycznej, indyjskiej siedziby bodhisttawy Awalokiteśwary (tyb. Czenreziga), który zgodnie z buddyjską doktryną manifestuje się w osobach dalajlamów.
Budowę rozpoczęto w 1645. Do pracy zaangażowano 7 tys. robotników oraz ok. 1000 artystów i pomimo tego, że pierwszy budynek zwany „Białym Pałacem” ukończono dopiero w 1653, V Dalajlama wprowadził się do niego już w 1648. Budowę kontynuowano i w roku 1690 (po śmierci Lobsenga Gjaco) ukończono tzw. „Czerwony Pałac” (spełniający głównie funkcje religijne). Sukcesywnie rozbudowywana Potala stała się na
kolejne 300 lat duchowym i administracyjnym centrum Tybetu.

## Polityka zagraniczna
W 1644 także wielki sąsiad Tybetańczyków, państwo chińskie dostało się pod panowanie koczowniczych najeźdźców, jakimi byli Mandżurowie. Nową dynastię Qing zajętą umacnianiem swojej władzy w Pekinie niepokoiła, aktywna na ich zachodnich granicach, armia Choszutów Gusri-chana. Zdając sobie sprawę z wpływu jaki dalajlamowie mieli na wierne tradycji gelugpa plemiona, dwór chiński zdecydował się na podjęcie działań zmierzających do nawiązania z Lhasą pozytywnych stosunków dyplomatycznych. W wyniku kilkukrotnie ponawianych zaproszeń V Dalajlama złożył oficjalną wizytę w Pekinie (1652), która trwała dwa miesiące i zakończyła się pełnym sukcesem.
W czasie rządów Lobsanga Gjaco doszło do kilku zbrojnych interwencji poza granicami Tybetu. Pierwsza dotyczyła sąsiedniego Bhutanu, gdzie połączone siły mongolsko-tybetańskie wkroczyły w 1644 i 1647 (przedzielił je krótkotrwały traktat pokojowy z 1646). Kampanie, które miały na celu obronę należących do ludu Moinba klasztorów tradycji gelugpa, skończyły się jednak sromotną porażką. Wraz z gwałtowną śmiercią dotychczasowego przywódcy Bhutańczyków Czosje Namkha działania wznowiono (1657) i pomimo tego, że szczegóły kampanii nie są znane, przypuszcza się, że zakończyła się ona pełnym sukcesem. Kolejną z interwencji, tym razem przeciwko królowi Ladakh (1679), wieńczyło przyłączenie do Tybetu regionów Guge, Purang i Rudok.

## Polityka religijna

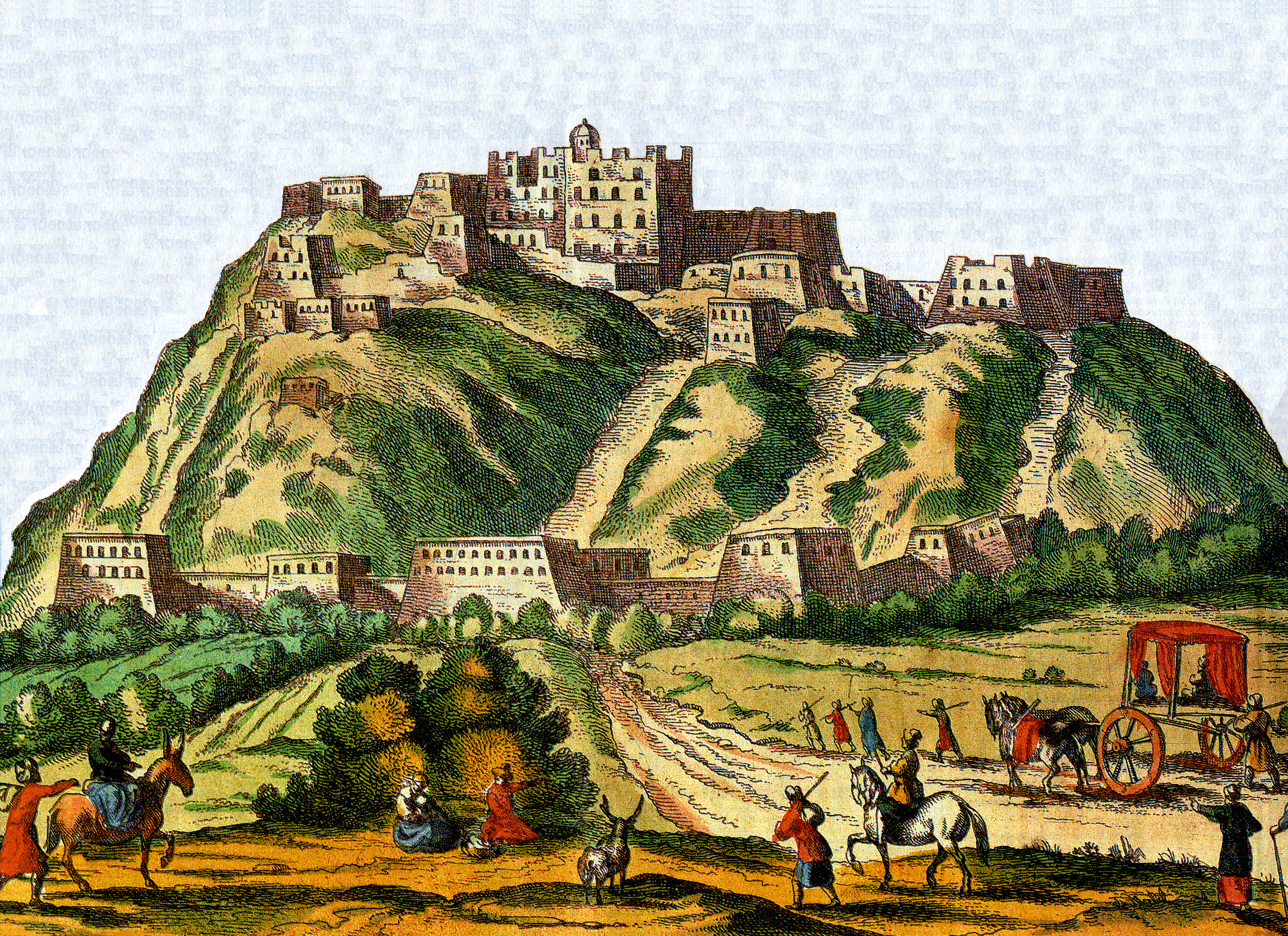
Widok Pałacu Potala z 1661, autorstwa jezuity Jaohanna Grubera opublikowany w Atlasie Athanasiusa Kirchera China monumentis (1667)

Wkroczenie do Tybetu wojsk orjackich sprawiało że, zwolennicy wspieranej przez władców Cang i jednocześnie skonfliktowanej z gelugpami tradycji karma kagju, znaleźli się w bardzo kłopotliwej sytuacji. Rozdźwięk pomiędzy dwiema wielkimi szkołami narastał od czasów II Dalajlamy Genduna Gjaco. Reforma religijna, przeprowadzona w XIV wieku przez prekursora gelugpów Congkhapę, zapewniła bowiem nowo powstałej tradycji dynamiczny rozwój, co z czasem podważyło pozycję starych szkół.
Karmapowie, czyli przywódcy karma kagju i jednocześnie najdłużej reinkarnujący lamowie w Tybecie, przez lata wykorzystywali swoją pozycję do zwalczania nowej doktryny. Wojna domowa, która wybuchła na kilkadziesiąt lat przed intronizacją V Dalajlamy (XVI wiek), doprowadziła do klęski wspierającej szkołę gelug rodzimej dynastii Phagmodrupa i dojście do władzy przychylnych karma kagju królów Cang. Zdesperowani gelugpowie, znaleźli za życia III Dalajlamy nowych patronów w postaci Wschodnich Mongołów Ałtan-chana, a sojusz ten, wzmocniony mongolską inkarnacją, w osobie wnuka Ałtan-chana Jontena Gjaco (IV Dalajlamy), przetrwał do czasów jego następcy.
Pomimo ochrony możnych protektorów, trwałe odwrócenie sytuacji nastąpiło dopiero w wyniku przybycia na Wyżynę Tybetańską Orjatów Gusri-chana. Wraz z pokonaniem Karma Tenkjonga (1642), ostatniego króla Cang, V Dalajlama podjął próbę pojednania. Wysłał w tym celu do X Karmapy Czojinga Dordże pojednawczy list, w którym próbował nakłonić przywódcę konkurencyjnej szkoły do podpisania zobowiązania, że ten nie będzie więcej szkodził tradycji gelug. Karmapa stwierdził, że do zarzucanych mu czynów nigdy nie doszło. Wobec tego „Obozowisko”, wielkie miasto namiotów które stanowiło siedzibę Czojinga Dordże, zrównano z ziemią, wielu mnichów karma kagyu i ich świeckich zwolenników zostało zabitych, a X Karmapę zmuszono do ucieczki.
Pojednanie nastąpiło dopiero w 1674, wcześniej jednak wiele z klasztorów karma kagyu i pozostałych szkół zostało zamienionych na klasztory linii gelug, a protestujący uwięzieni. Brutalnie rozprawiono się również z opozycją wewnętrzną. Jej przywódca Dragpa Gjalcen, ważny lama klasztoru Drepung i były kontrkandydat Lobsanga Gjaco do schedy po IV Dalajlamie (rozpoznania inkarnacji dokonuje się najczęściej spośród kilku kandydatów) został znaleziony martwy (1654).
W 1662 w wieku 93 lat zmarł Panczen Rinpocze (panczenlama) Lobsang Czokji Gjalcen, drugi co do ważności reinkarnujący lama tradycji gelug. Natychmiast zorganizowano poszukiwania jego następcy, którego odnaleziono w 1667 w arystokratycznej rodzinie Dru (jednej z pięciu tradycji rodzimej religii Bön). Wydarzenie to miało najprawdopodobniej charakter pojednawczy i oznaczało zmianę dotychczasowej, dosyć bezwzględnej polityki religijnej dworu V Dalajlamy. Obce wierzenia mogły się jednak w tym czasie rozwijać w Tybecie bez przeszkód. Niewielka grupa tybetańskich muzułmanów otrzymała prawo do wyboru własnej reprezentacji i budowy meczetu niedaleko Lhasy.

## Działalność literacka
„Wielki Piąty”, który na swój przydomek zasłużył głównie w wyniku działalności politycznej, religijnej i budowlanej, był również bardzo sprawnym literatem. Już w 1643 za namową Gusri-chana napisał wielotomowe dzieło dotyczące historii Tybetu, ze szczególnym uwzględnieniem biografii przywódców politycznych. Kolejnymi ważnymi pracami były napisane w 1658 „Ustne przekazy Mandźuśrego” oraz „Ustne przekazy Wiedzących” (1674), a także autobiografia Dukulai Gosang.
Na szczególną uwagę historyków i religioznawców zasłużył ponadto traktat zaliczany do nurtu tak zwanych gsan-jig, to znaczy prac próbujących potwierdzić autentyczności poszczególnych buddyjskich tekstów poprzez prześledzenie ich indyjskich linii przekazu. Pozwalało to na wywiedzenie niektórych nauk od samego Buddy, lub któregoś z jego wielkich następców. Dzieło Lobsanga Gjaco nosi tytuł „Nurt Gangesu” (tyb. gangā’i chu rgyun) i dotyczy listy pożądanych od mnichów zachowań, czyli tzw. Prātimokṣy.
Wszystkie zebrane dzieła V Dalajlamy zamykają się w liczbie 24 tomów.

## Śmierć i reinkarnacja
Lobsang Gjaco zmarł jedenastego miesiąca tybetańskiego roku Wody-Psa (2 kwietnia 1682) w wieku 65 lat. Zgodnie z tradycją fakt jego śmierci został zatajony przez ówczesnego regenta Sangje Gjaco na kolejne 15 lat (Desi tłumaczył, że dalajlama udał się na niezwykle długie odosobnienie medytacyjne). Legenda dopatruje się w V Dalajlamie ojca regenta, co nie znajduje jednak potwierdzenia w dostępnych źródłach historycznych.
Co ważne Sangje Gjaco nie zaniechał poszukiwań kolejnej inkarnacji i już w 1685 roku odnalazł ją w chłopcu z regionu Monjul. Malca wychowano w ukryciu pod opieką lamów wyznaczonych przez Desiego, lecz VI Dalajlama o imieniu Cangjang Gjaco został intronizowany dopiero w 1697 roku.